# Strange Days
Strange Days je drugi album grupe The Doors izašao u listopadu 1967. godine. Na ovom albumu sastav pomalo napušta svoje blues korijene i kreće se više prema mračnijem i psihodeličnijem glazbenom stilu, iako je na albumu prisutna blues skladba "Love me two times".
Mnogi kritičari drže Strange Days za najbolji album grupe "The Doors". Album zatvara još jedna "epska" (po trajanju) pjesma "When The Music's Over", kojoj je poput pjesme "The End" s prethodnog albuma glavna preokupacija čovjekov odnos prema smrti.

## Popis pjesama
1. "Strange Days"
2. "You're Lost Little Girl"
3. "Love Me Two Times"
4. "Unhappy Girl"
5. "Horse Latitudes"
6. "Moonlight Drive"
7. "People Are Strange"
8. "My Eyes Have Seen You"
9. "I Can't See Your Face"
10. "When the Music's Over"

### 2007 reizdanje na CD-u, bonus skladbe
1. "People Are Strange" (dijalog)
2. "Love Me Two Times"

## Izvođači
- Jim Morrison – vokal
- Ray Manzarek – klavijature, marimba
- Robby Krieger – gitara
- John Densmore – bubnjevi
- Douglas Lubahn – bas-gitara u skladbama 2 i 8

## Vanjske poveznice
- Q Magazin  Arhivirana inačica izvorne stranice od 3. ožujka 2008. (Wayback Machine)